# Royal Aircraft Establishment
Le Royal Aircraft Establishment (RAE) fut le premier institut de recherche en aéronautique du Royaume-Uni. Il changea plusieurs fois de nom au cours de son histoire avant de se dissoudre au fil des fusions avec d'autres laboratoires.
D'abord installé à l'aérodrome de Farnborough (« RAE Farnborough ») dans le Hampshire, il bénéficia d'une seconde implantation à Bedford (Bedfordshire) en 1946. Rebaptisé « Royal Aerospace Establishment » en 1988, il fut regroupé en 1991 avec d'autres centres de recherches militaires au sein de la Defence Research Agency.

## Histoire

### Les débuts

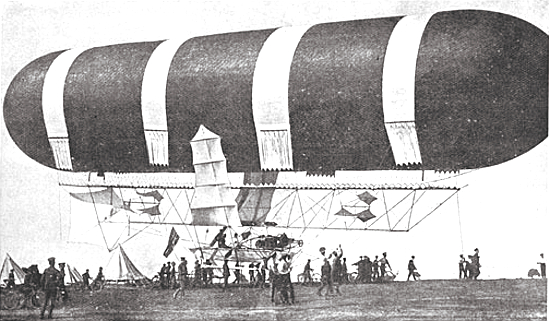
Le British Army Dirigible Nr.1, un dirigeable à structure semi-rigide, devint lors de son vol d'essai, le 10 septembre 1907 le premier aéronef militaire britannique opérationnel.

En 1904–1906 l’École militaire des aérostiers, commandée par le colonel James Templer, est transférée d’Aldershot à la campagne environnant Farnborough afin de disposer de suffisamment d'espace pour expérimenter,. Templar prend sa retraite en 1908 et est remplacé temporairement par le colonel John Capper (1908-09) et enfin par Mervyn O'Gorman. C'est à Farnborough qu'en octobre 1908 Samuel Cody accomplit le premier vol en aéroplane de Grande-Bretagne.
En 1912, l'atelier d'aérostation est rebaptisé « Royal Aircraft Factory » (RAF). Ses fondateurs sont Geoffrey de Havilland qui devait par la suite créer sa propre compagnie, l'ingénieur en chef John Kenworthy qui créera la Austin Motor Company (en 1918) puis Redwing Aircraft Co. en 1930 et Henry Folland (futur directeur technique de Gloster Aircraft Company, et propriétaire de Folland Aircraft. L'un des concepteurs du département des moteurs est Samuel Heron, futur inventeur de la soupape remplie à sodium, qui devait jouer un rôle essentiel dans les gains de puissance des moteurs à pistons. Alors qu'il travaille encore au RAF, Heron imagine un moteur en étoile, que toutefois il ne peut faire construire que des années plus tard, aux usines Siddeley-Deasy, et qu'on appelle RAF.8, puis Jaguar. Heron émigre par la suite aux États-Unis, et collabore au Wright Whirlwind.

### La Grande Guerre

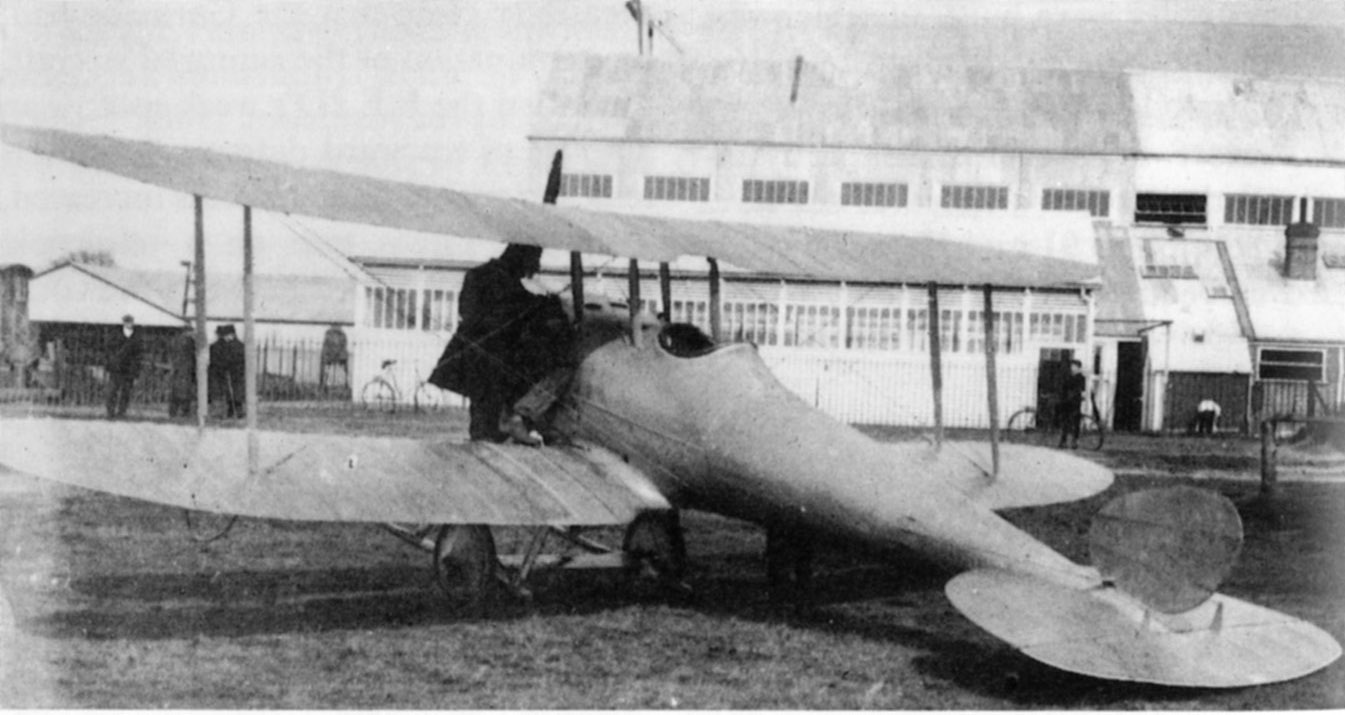
Un prototype BS 1.

Durant les quelques mois de 1915 où les Fokker, seuls maîtres des airs, semèrent l'épouvante dans les lignes anglaises (épisode connu des historiens anglais comme le « fléau Fokker »), le Royal Flying Corps fut à l'origine d’une campagne de presse contre la standardisation des modèles de la Royal Aircraft Factory, demandant l'intégration des modèles, soi-disant plus efficaces, développés par les constructeurs privés. Cette revendication gagnait chaque jour davantage en crédit, notamment parce qu'il était indéniable que l'armée continuait de produire les désuets B.E.2c et B.E.2e, tandis que les prototypes du B.E.12 et du B.E.12a étaient des échecs patents ; il semble, cependant, qu'une partie de ces critiques étaient malveillantes. Pourtant plusieurs historiens de l’aviation perpétuent le dénigrement des recherches du centre d'essais de Farnborough pendant la Grande Guerre, et exagèrent à plaisir les mécomptes des ingénieurs. On trouvera des vues mieux documentées dans les différents volumes de J.M. Bruce—MacDonald, War Planes of the First World War, Londres, 1965.

### Des années folles aux années 1970: missiles et fusées

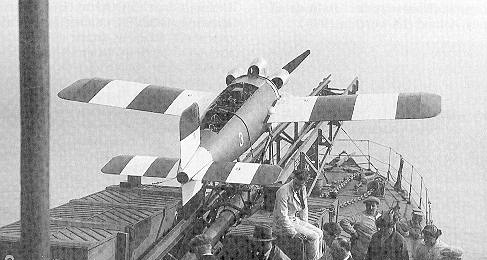
Le RAE Larynx, un avion sans pilote, sur un catapulteur à cordite du destroyer HMS Stronghold (juillet 1927). L'homme assis sur une caisse n'est autre que le Dr George Gardner, futur directeur du RAE.

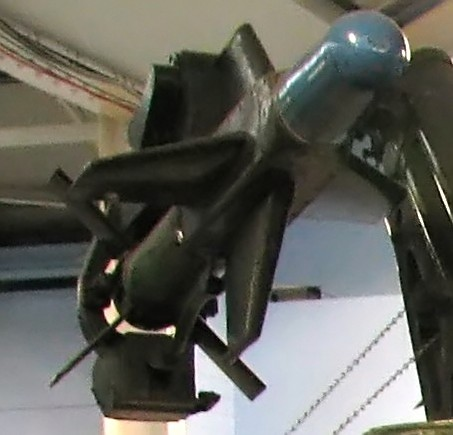
Un missile Malkara.

Avec l'armistice de 1918, la production et le développement d'appareils de chasse prit fin. La Royal Aircraft Factory changea de nouveau de nom, et devint le « Royal Aircraft Establishment » (RAE), à la fois pour éviter une confusion avec l'acronyme de la toute récente Royal Air Force, constituée le 1er avril 1918, et aussi parce que ses activités de fabrication étaient désormais secondaires, au profit de la recherche, spécialement sur les missiles. Ainsi, dès 1930, le RAE proposait un avion sans pilote, le Robot Air Pilot, utilisant un gyrocompas et des commandes à air comprimé
Au cours de la Seconde Guerre mondiale, le RAE de Farnborough se consacra aux problèmes de moteur. C'est là que Beatrice Shilling, une ouvrière-monteuse devenue ingénieur, mit au point l’admission Shilling destinée aux chasseurs Hurricane et Spitfire de la Royal Air Force pendant la Bataille d'Angleterre. Le centre d'essai aéronaval (Marine Aircraft Experimental Establishment) basé à Helensburgh en Écosse, fut placé sous tutelle de la RAE.
De la fin des années 1950 aux années 1970, le RAE se consacra à plusieurs projets de fusées, dont les fusées Black Knight et Black Arrow. Parmi les avions mis au point ou testés au RAE, se trouvent le Harrier à décollage vertical et le Concorde. Il a également participé à la conception des satellites Orba X-2 et Prospero X-3.

### Le RAE se transforme…
En 1988 le RAE devient le « Royal Aerospace Establishment » ; trois ans plus tard, le 1er avril 1991, le RAE est agrégé à la Defence Research Agency (DRA), le nouvel organisme de recherche du Ministère de la Défense. Puis le 1er avril 1995, le DRA et d'autres organismes du Ministère de la Défense fusionnent pour former l’éphémère Defence Evaluation and Research Agency (DERA). L'antenne de Bedford cessera ses activités en 1994.
En 2001, la DER Agency est en partie privatisée par le ministère de la Défense, donnant naissance à un laboratoire gouvernemental (le Defence Science and Technology Laboratory, ou DSTL), et la société par actions QinetiQ.

## Les ateliers (Royal Aircraft Factory)

### Les premiers modèles d'avions
De 1911 à 1918, la Royal Aircraft Factory a réalisé de multiples prototypes, dont certains ont connu un développement en appareils de série, notamment pendant la guerre. Certaines productions de série ont été confiées à Farnborough, mais l'essentiel de la production était assuré par des constructeurs privés, dont certains n'avaient jamais construit d'avions.
Jusqu'en 1913 les initiales des modèles indiquaient la caractéristique majeure de l'appareil, en référence au constructeur ou pilote français d'un appareil analogue :
- S.E. = Santos Experimental (avion à plan canard)
- B.E. = Blériot Experimental (avion tracté ou à hélice en tête)
- F.E. = Farman Experimental (avion propulsé)

Puis à partir de 1913-14, le nom renvoie plutôt à la fonction de l'avion :
- A.E. = prototype (Experimental) armé ou blindé
- C.E. = prototype d'avion côtier (par exemple le Royal Aircraft Factory C.E.1)
- F.E. = prototype d’avion de chasse (Fighter experimental, bien que ce fussent toujours des "Farman", c'est-à-dire des avions à propulsion)
- N.E. = avion de nuit (Night Experimental, par exemple le Royal Aircraft Factory N.E.1)
- R.E. = Reconnaissance experimental (biplaces)
- S.E. = prototype d’avion de chasse monoplace (Scout experimental)

Le B.S.1 de 1913 est une exception à cette nomenclature : il combine les deux systèmes : Blériot (traction avant) et Scout (chasseur).
R.T. et T.E. désignèrent aussi des prototypes uniques.

### Modèles ultérieurs
Les noms des séries fabriquées par la Royal Aircraft Factory sont sans réel système et peuvent être trompeurs. Par exemple, le « F.E.2 » désigne trois modèles qui n'ont en commun que la forme générale de l'appareil : le F.E.2 de 1911, le F.E.2 de 1913 et enfin le célèbre chasseur polyvalent biplace F.E.2 de 1914. Seul ce dernier modèle connut un développement en série, décliné en trois variantes : le F.E.2a, le F.E.2b et le F.E.2d. Le F.E.2c a bien existé : on désignait sous ce nom un prototype biplace du F.E.2b où la place du pilote et de l’observateur étaient permutées.
Le B.E.1 n'aura été rien d'autre que le prototype des premiers B.E.2, mais le B.E.2c était, lui un appareil entièrement différent. Au contraire, les no B.E.3 à B.E.7 furent des prototypes opérationnels du B.E.8, et tous ces appareils étaient très proches, présentant des améliorations graduelles typiques d'un processus de développement. Mais le B.E.8a s'écartait autant du B.E.8, que le B.E.8 du B.E.7.
Le S.E.4a n'avait rien de commun avec le S.E.4, alors que le S.E.5a ne fut que l'une des dernières séries du S.E.5, plus puissamment motorisée.
La plupart des premiers appareils construits par la Royal Aircraft Factory ne furent que des reconstitutions officielles d'appareils s'étant écrasés (comme le Cody et le Dunne), car la Factory n'avait pas au départ mandat de développer ses propres modèles. Dans la plupart des cas, les pièces ne venaient pas de l'épave.
- British Army Dirigible No 1 — 1907
- Dunne D.1 — 1907
- British Army Aeroplane No 1 — 1908
- Dunne D.5 — 1910
- B.E.2 — 1912
- F.E.2 — 1914
- R.E.7 — 1915
- B.E.12 — 1915
- F.E.8 — 1915
- R.E.8 — 1916
- R.E.9 — 1916
- S.E.5 — 1916
- S.E.5a — 1917

## Le site de Farnborough aujourd'hui

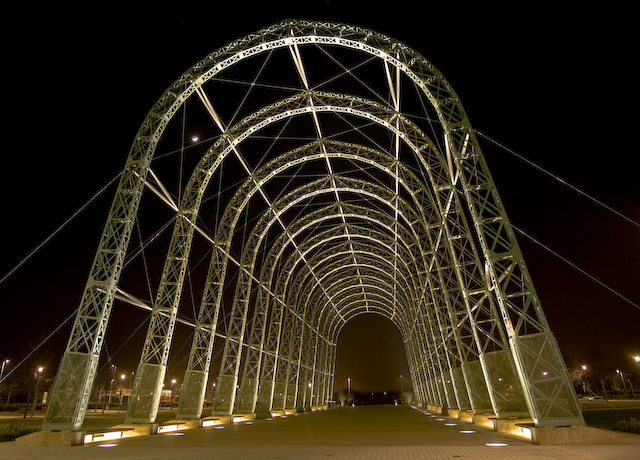
Reconstitution du hangar à dirigeables de Farnborough.

Les anciens ateliers et le centre d'essais du RAE Farnborough (en 2011) comprennent désormais :
- l'aérodrome de Farnborough ;
- le centre de recherche du groupe industriel QinetiQ ;
- les immeubles, hôtels et bureaux de la zone industrielle de Farnborough[12], ne sont pour beaucoup que d'anciens bureaux réhabilités du RAE ;
- Le musée du Farnborough Air Sciences Trust (FAST), où sont exposés plusieurs appareils mis au point au RAE ;
- Les bureaux de la branche aéronautique du Bureau enquête accidents britannique.

La National Aerospace Library (NAL), qui occupe l'ancien immeuble du Weapon Aerodynamics (immeuble no Q134) archive plus de 2 500 rapports techniques du RAE.
Le site, classé au patrimoine de Farnborough, comporte encore trois importantes souffleries : celle de 24 pieds pour les faibles vitesses (hall d'essai no Q121), construite au début des années 1930 ; la soufflerie no 2 de 11,5 × pieds, pour les faibles vitesses (hall d'essai no R136) ; et la soufflerie supersonique de 8 × 6 pieds dans le hall d'essai no R133, conçue au début des années 1940 avec des dimensions de 10 × 7 pieds, mais reconvertie au milieu des années 1950. Une soufflerie supersonique plus petite (2 × 1,5 pieds) se trouve dans le hall d'essai R133, mais le hall R52 abrite les vestiges d'une soufflerie de 4 × 3 pieds pour les écoulements à faible turbulence. Autrefois, le hall R52 abritait aussi :
- deux souffleries à faible vitesse de dimensions 10 × 7 pieds, que l'on remplaça respectivement par la soufflerie no 1 de 11,5 pieds et celle de 4 × 3 pieds ;
- un soufflerie de 5 pieds à faible vitesse, qui servit d'abord à tester les modèles réduits des prototypes destinés aux essais de la grande soufflerie de 24 × pieds. Par la suite, elle fut reconvertie en banc de mesures acoustiques.

Les autres souffleries continuent d'être utilisées à l'Université de Southampton. Les halls Q121 et R133 sont désormais site inscrit de catégorie 1.
À l'ouest du centre d'essai de Farnborough, on peut encore voir une soufflerie de cinq mètres, mise en service dans les années 1970. Elle est toujours utilisée par la société QinetiQ, notamment pour le développement et l'essai d'équipements de type winglet.

## Dans les œuvres de fiction
Le héros du roman Décollage interdit de Nevil Shute (1948) est un marginal du centre de recherche de Farnborough qui découvre que le nouveau moyen courrier anglais, le Rutland Reindeer, présente une vulnérabilité particulière au phénomène de fatigue (idée prémonitoire, car le Comet sera victime d'un tel défaut en 1954). Ce roman a été porté à l'écran en 1951 sous le titre Le Voyage fantastique.